# 1988 au Manitoba
Chronologie du Manitoba
- 1984
- 1985
- 1986
- 1987
- 1988
- 1989
- 1990
- 1991
- 1992

Cette page concerne des événements d'actualité qui se sont produits durant l'année 1988 dans la province canadienne du Manitoba.

## Politique
- Premier ministre : Howard Pawley puis Gary Filmon
- Chef de l'Opposition :
- Lieutenant-gouverneur : George Johnson
- Législature :

## Naissances
- 11 février : Courtnay Pilypaitis, née à Victoria au Canada, est une joueuse canadienne de basket-ball. Elle évolue au poste d'ailière.

- 15 mars : James Reimer (né à Winnipeg) est un joueur professionnel de hockey sur glace canadien.

- 17 mars : Ryan White (né à Brandon) est un joueur professionnel de hockey sur glace canadien.

- 29 avril : Jonathan Bryan Toews (né à Winnipeg) est un joueur professionnel de hockey sur glace canadien. Il est Franco-Manitobain, sa mère étant originaire de Sainte-Marie, en Beauce, au Québec. Il a un frère, David, lui aussi joueur de centre.

- 28 juin : Sophie Schmidt (née à Winnipeg de parents allemands) est une joueuse de football (de soccer) canadienne évoluant au poste de milieu de terrain. Elle joue pour le club américain du Sky Blue FC et est membre de l'Équipe du Canada de soccer féminin (96 sélections en date du 5 août 2012).

- 10 septembre : Carson McMillan (né à Brandon) est un joueur de hockey sur glace professionnel canadien.

- 16 décembre : Kaitlyn Lawes est une curleuse canadienne née à Winnipeg. Elle a remporté la médaille d'or du tournoi féminin aux Jeux olympiques d'hiver de 2014 à Sotchi, en Russie.

## Décès
- 9 janvier : Walter Georges « Wally » Monson (né le 29 novembre 1908 à Winnipeg — mort à Winnipeg) était un joueur et un entraîneur de hockey sur glace canadien. En 1932, il remporte avec l'équipe du Canada la médaille d'or aux Jeux olympiques d'hiver à Lake Placid aux États-Unis.

- 2 juillet : James A. « Jimmy » Ball (né le 7 mai 1903 à Dauphin et décédé à Victoria) est un athlète canadien.

- 9 juillet : Richard Spink Bowles, lieutenant-gouverneur du Manitoba.